# Hotînivka, Korosten
Hotînivka (în ucraineană Хотинівка) este localitatea de reședință a comunei Hotînivka din raionul Korosten, regiunea Jîtomîr, Ucraina.

## Demografie
Componența lingvistică a localității Hotînivka
     Ucraineană (97,7%)
     Rusă (2,11%)
     Alte limbi (0,19%)
Conform recensământului din 2001, majoritatea populației localității Hotînivka era vorbitoare de ucraineană (97,7%), existând în minoritate și vorbitori de rusă (2,11%).